# Gare de Dunderland
La gare de Dunderland est une gare ferroviaire norvégienne de la ligne du Nordland. Elle est située sur le territoire de la commune de Rana dans le Nordland.

## Situation ferroviaire
La gare, établie à 127 mètres d'altitude, se situe à 543.05 km de Trondheim.

## Service des voyageurs

### Accueil
Il y a un parking près de la gare laquelle a une salle d'attente ouverte du lundi au vendredi et une aubette sur le quai. La gare n'a ni guichet ni automate. 

### Desserte
La gare est desservie par des trains locaux en direction de Mosjøen et Bodø et par un train par jour en direction de Trondheim.